# Ronshausen
Ronshausen è un comune tedesco di 2 399 abitanti,, situato nel land dell'Assia.